# Harald Bohr
Harald Bohr (Copenaghen, 22 aprile 1887 – Copenaghen, 22 gennaio 1951) è stato un matematico e calciatore danese, di ruolo mediano.
Le sue qualità tecniche gli permisero di essere chiamato nel 1908 nella nazionale di calcio per i Giochi olimpici del 1908, dove vinse una medaglia d'argento. Dopo aver conseguito la laurea nel 1910 Harald Bohr divenne un eminente matematico, mettendo le basi al campo delle funzioni quasi periodiche, mentre suo fratello Niels fu Premio Nobel per la fisica.

## Vita
Harald Bohr nasce nel 1887 da Christian Bohr, un professore di fisiologia, ed Ellen Adler Bohr, figlia di una facoltosa famiglia ebrea. Harald ebbe sempre un'affinità particolare con suo fratello maggiore, che il The Times paragonò a quella esistente tra il capitano Cuttle ed il capitano Bunsby dell'opera di Dickens Dombey e Figlio.

## Carriera

### Matematico e accademico
Come suo padre e suo fratello prima di lui, Harald si iscrisse all'Università di Copenaghen, dove studiò matematica ottenendo il master nel 1909 e la laurea l'anno seguente. Tra i suoi professori ci furono Hieronymus Georg Zeuthen e Thorvald N. Thiele. Bohr si occupò principalmente dell'analisi matematica, i suoi primi lavori concernevano soprattutto la serie di Dirichlet ed anche il suo dottorato intitolato: Bidrag til de Dirichletske Rekkers Theori (Contributi alla Teoria delle serie di Dirichlet). Una collaborazione con Edmund Landau portò al successivo sviluppo del teorema di Bohr-Landau, riguardante la distribuzione degli zeri in una Funzione zeta di Riemann.
Nel 1915 divenne professore al Politecnico di Copenaghen ed iniziò una fruttuosa collaborazione con il professore di Cambridge G. H. Hardy. La sua carriera al politecnico finì nel 1930, allorché prese una cattedra all'Università di Copenaghen, che mantenne fino al 1951, anno della sua morte, venendo sostituito dal matematico Jakob Nielsen. Børge Jessen fu uno dei suoi tanti studenti.
Nel 1930 divenne il leader del movimento di critica alle teorie anti-semite che si stavano diffondendo in Germania in quel periodo, e in un articolo sul Berlinske Aften criticò aspramente le idee di Ludwig Bieberbach riguardo alla razza.
Bohr fu anche noto per essere un insegnante modello e la medaglia annuale rilasciata dall'Università di Copenaghen al professore migliore fu intitolata Harald in suo onore. Con Johannes Mollerup scrisse anche un testo di analisi matematica per l'università: Lærebog i matematisk Analyse.

### Calciatore
Bohr fu anche un giocatore di calcio, nel ruolo di mediano. Esordì nel 1903 all'età di 16 anni nell'Akademisk Boldklub, insieme al fratello, che invece giocava come portiere. Nel 1908 fu giocato il torneo di calcio dei giochi olimpici, la prima volta che la Danimarca partecipava ad un torneo internazionale, ed il suo apporto fu decisivo nella partita contro la Francia, nella quale segnò due gol ed il cui risultato fu 17-1 per la Danimarca.
La Danimarca successivamente affrontò il Regno Unito in finale, e la partita fu a favore dei britannici che vinsero 2-0. Dato che partecipò alla finale, Bohr ricevette la medaglia d'argento.